# Miasmata
Miasmata è un videogioco di sopravvivenza sviluppato dai fratelli Bob e Joe Johnson e pubblicato il 28 novembre 2012 per la distribuzione digitale. I giocatori nel videogioco assumono il nome di Robert Hughes, uno scienziato affetto da peste che esplora un'isola, almeno apparentemente, disabitata, alla ricerca di piante medicinali che possano fornirgli una cura tale da salvargli la vita.